# Arzignano
Arzignano là một đô thị tại tỉnh Vicenza ở vùng Veneto, Ý.
Đô thị này có diện tích 34  km², dân số là 25.713 người (thời điểm 31 tháng 12 năm 2008)